# Tussenhausen
Tussenhausen ist ein Markt im schwäbischen Landkreis Unterallgäu. Zur Gemeinde zählen auch die Pfarrdörfer Mattsies und Zaisertshofen.

## Geografie

### Lage
Tussenhausen liegt an der Flossach circa 35 Kilometer östlich von Memmingen in der Region Donau-Iller in Mittelschwaben. Der nächstgelegene größere Ort ist die Kreisstadt Mindelheim.

### Gemeindegliederung
Das Gemeindegebiet besteht aus den Gemarkungen Tussenhausen, Mattsies und Zaisertshofen.
Tussenhausen hat 6 Gemeindeteile (in Klammern ist der Siedlungstyp angegeben):
- Angelberg (Einöde)
- Mattsies (Pfarrdorf)
- Mattsies (Schloss)
- Tussenhausen (Hauptort)
- Zaisertshofen (Pfarrdorf)
- Ziegelstadel (Dorf)

Auf dem Gemeindegebiet befinden sich folgende Wüstungen:
- Deutershausen
- Egglinried
- Rothenegg
- Straß

## Geschichte

### Bis zur Gemeindegründung
Die erste Erwähnung Tussenhausens erfolgt im Jahr 943, als König Otto I. den Ort Tuzinhusa mit allem Besitz der Abtei Kempten schenkte. Die Familie Fraß von Wolfsberg tritt ab 1317 als Inhaber der Lehensherrschaft Angelberg auf, zu der Tussenhausen gehörte. Wilhelm von Riedheim zu Remshart erwarb 1438 Angelberg. Kaiser Friedrich III. erhob den Ort im Jahr 1455 zum Markt. Die Herrschaft Angelberg erhielt den Blutbann, d. h. die hohe Gerichtsbarkeit. Im Bauernkrieg wurde 1525 Conrad II. von Riedheim von den Bauern gefangen genommen und seine Besitzungen niedergebrannt. 1538 erfolgt die erste Erwähnung von Juden in Tussenhausen. 1576 kommt es zur Einführung der Reformation unter Pfarrer Johannes Braun. Nach dem Tod des letzten Riedheimers 1618 kaufte das Stift Kempten das Riedheimische Eigentum und erhielt die Oberhoheit über das Lehen. 1620 kommt es zur Rekatholisierung. Pfarrer Adam Zelin holte dazu die Jesuiten von Mindelheim zu Hilfe. Einquartierte schwedische Soldaten schleppten 1632 (zum zweiten Mal nach 1628) die Pest ein. Im Lauf der Kriegshandlungen wurde die Burg Angelberg niedergebrannt.
Ende des 17. Jahrhunderts erwarb Landgraf Maximilian Philipp Hieronymus von Bayern-Leuchtenberg neben der Herrschaft Schwabegg auch die Reichsritterschaften Angelberg (von Kurfürst Max Emanuel) und Mattsies (von den Fuggern). Nach dessen Tod 1705 war die weiterhin reichsunmittelbare Herrschaft bis 1806 meist im persönlichen Besitz der Kurfürsten von Bayern. 1746 wurde das Kurfürstliche Pflegamt Tussenhausen aufgelöst, zuständig war nun das Landgericht Türkheim. Tussenhausen besaß aber das Marktrecht mit wichtigen Eigenrechten, die erst 1806 mit der Gründung des Königreichs Bayern aufgehoben wurden. 
Im Zuge der Verwaltungsreformen in Bayern entstand mit dem Gemeindeedikt von 1818 die heutige Gemeinde, zu der auch der nunmehrige Weiler Angelberg zählte und die aus historischen Gründen anfangs auch als Gemeinde Angelberg bezeichnet wurde. Mattsies und Zaisertshofen wurden gleichzeitig selbstständige Landgemeinden. 1946 kam es als Folge des Zweiten Weltkriegs zu einer größeren Aufnahme von Flüchtlingen und der Einrichtung einer Gemeinschaftsküche. Einige gewerbliche Betriebe entstanden in der Folge.

### Eingemeindungen
Am 1. Mai 1978 kam es im Zuge der Gebietsreform zur Eingemeindung von Mattsies (mit Schloss Mattsies) und Zaisertshofen (mit Hellziegl und Ziegelstadel). Die zur gleichen Zeit errichtete Verwaltungsgemeinschaft Tussenhausen mit den Mitgliedsgemeinden Markt Wald und Tussenhausen wurde bereits am 1. Januar 1980 wieder aufgelöst.

### Einwohnerentwicklung
| Jahr      | 1961 | 1970 | 1987 | 1991 | 1995 | 2000 | 2005 | 2010 | 2015 |
| Einwohner | 2171 | 2091 | 2360 | 2557 | 2776 | 2874 | 2963 | 2969 | 2975 |

Zwischen 1988 und 2018 wuchs der Markt von 2403 auf 3035 um 632 Einwohner bzw. um 26,3 %.

## Politik

### Gemeinderat
Die Wahl am 15. März 2020 hatte folgendes Ergebnis:
- Freie Wählergruppe Zaisertshofen: 5 Sitze (31,1 %)
- Dorfgemeinschaft Mattsies: 5 Sitze (27,3 %)
- Wählergemeinschaft Tussenhausen: 4 Sitze (26,7 %)
- Freie Wähler Tussenhausen: 2 Sitze (14,9 %)

Gegenüber der Wahl vom 16. März 2014 konnten Dorfgemeinschaft Mattsies und Freie Wähler Tussenhausen jeweils ein Mandat dazu gewinnen. Durch das Überschreiten der 3000-Einwohner-Marke waren 16 statt bisher 14 Gemeinderatsmitglieder zu wählen.

### Bürgermeister
Bürgermeister ist seit 2008 Johannes Ruf (* 1964). Er wurde am 15. März 2020 als gemeinsamer Bewerber von Freier Wählergemeinschaft Tussenhausen und Dorfgemeinschaft Mattsies mit 58,0 % der Stimmen für weitere sechs Jahre im Amt bestätigt.

### Wappen
| | Blasonierung: „In Silber ein aus einem blauen, goldgesäumten Dreiberg wachsender, golden gekrönter schwarzer Esel; der Dreiberg ist belegt mit einem querliegenden roten Winkelhaken.“ |
| Wappenbegründung: Kaiser Friedrich III. erhob den Ort 1455 zum Markt. Da keine Wappensiegel überliefert sind, ist der Zeitpunkt einer Wappenverleihung oder eine willkürliche Annahme nicht feststellbar. Die Gemeinde führte 1835 ein Wappen, das zu dieser Zeit schon als „alt“ bezeichnet wurde. Der blaue, goldgesäumte Dreiberg mit dem Winkelhaken symbolisiert den früheren Ortsnamen „Angelberg“ und verweist auf das Geschlecht der Herren von Anglberg, das erstmals 1228 urkundlich mit den Brüdern Hainricus de Anglberg und Conradi de Mazzensiez erwähnt wurde. Der wachsende Esel als Helmschmuck der Herren von Riedheim deutet auf deren Grundherrschaft über Angelberg hin. Wilhelm von Riedheim zu Remshart erwarb 1438 die Burg und das Dorf Angelberg. Bis zum Tod des letzten Riedheimer 1618 blieb der Besitz bei den Herren von Riedheim. Bei dem Wappen des Marktes Tussenhausen handelt es sich um ein geschichtliches Wappen im Sinne des Artikel 4 Absatz 1 Gemeindeordnung über dessen Verleihungszeitpunkt keine Nachweise vorliegen. | |

### Flagge
Die Flagge ist schwarz-gelb-blau (1:1:1) gestreift mit aufgelegtem Gemeindewappen. Die Flagge wurde am 4. Oktober 1982 durch Bescheid der Regierung von Schwaben genehmigt.

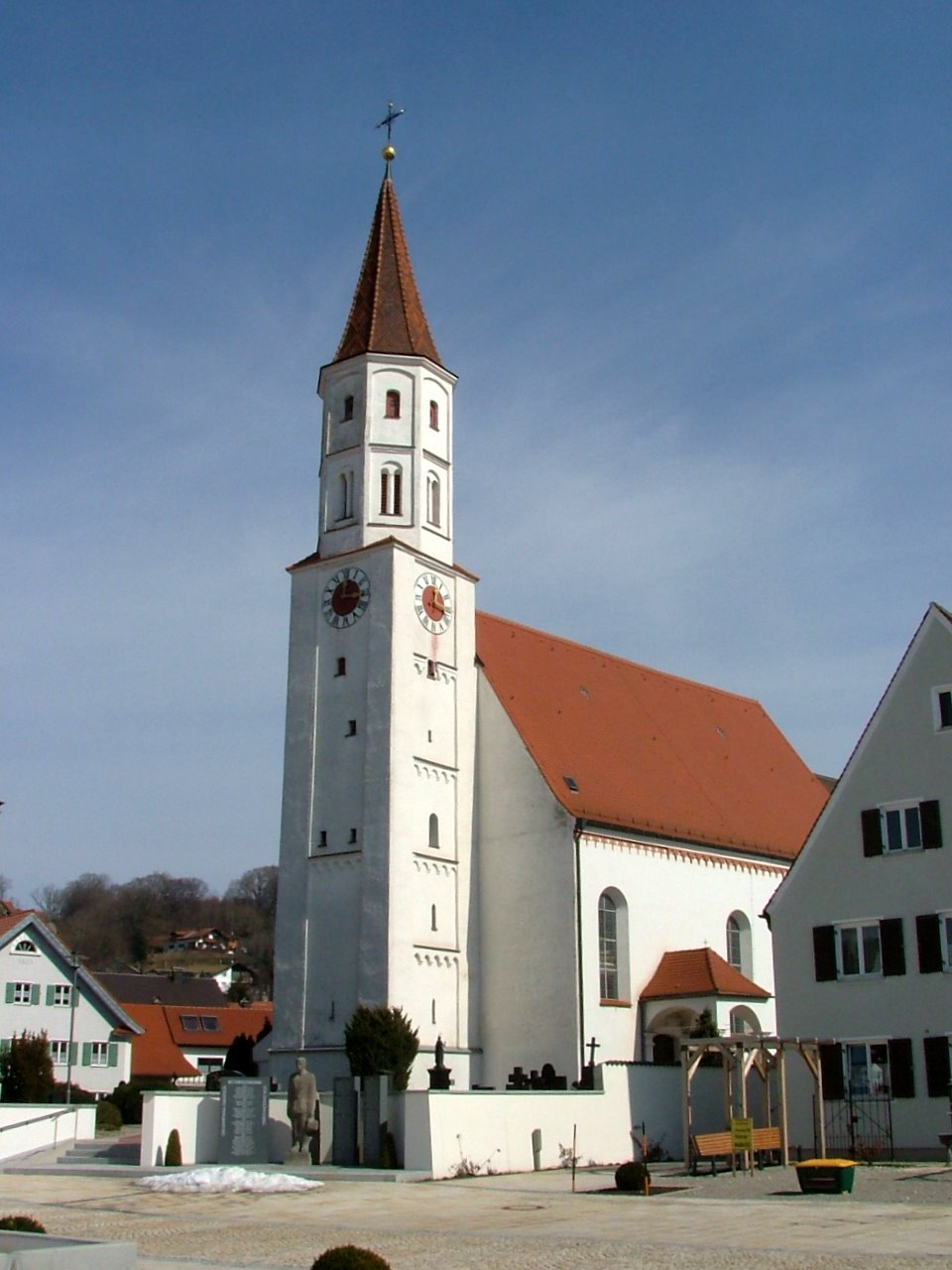
St. Martin in Tussenhausen

## Baudenkmäler
- St. Martin in Tussenhausen
- Mariä Himmelfahrt in Mattsies
- Pfarrhof und Kirche in Zaisertshofen
- Schloss Mattsies

## Wirtschaft und Infrastruktur

### Wirtschaft einschließlich Land- und Forstwirtschaft
Am 30. Juni 2018 gab es in der Gemeinde 712 sozialversicherungspflichtige Arbeitsplätze; von der Wohnbevölkerung standen 1368 Personen in einer versicherungspflichtigen Beschäftigung, so dass die Zahl der Auspendler um 656 höher war. Die 51 Betriebe bewirtschafteten eine landwirtschaftliche Fläche von 1606 Hektar (Stand 2016).
Der größte Arbeitgeber des Ortes ist die Firma Grob Aircraft. Sie ist Betreiber des Flugplatzes Mindelheim-Mattsies.

### Bildung
Es gibt folgende Einrichtungen:
- Kindergärten in Tussenhausen und Zaisertshofen mit zusammen 122 Plätzen und 89 Besuchern (1. März 2019)
- Grundschule Tussenhausen mit sechs Lehrkräften und 102 Schülern (Schuljahr 2020/2021)[10]
- Musikschule

## Bilder

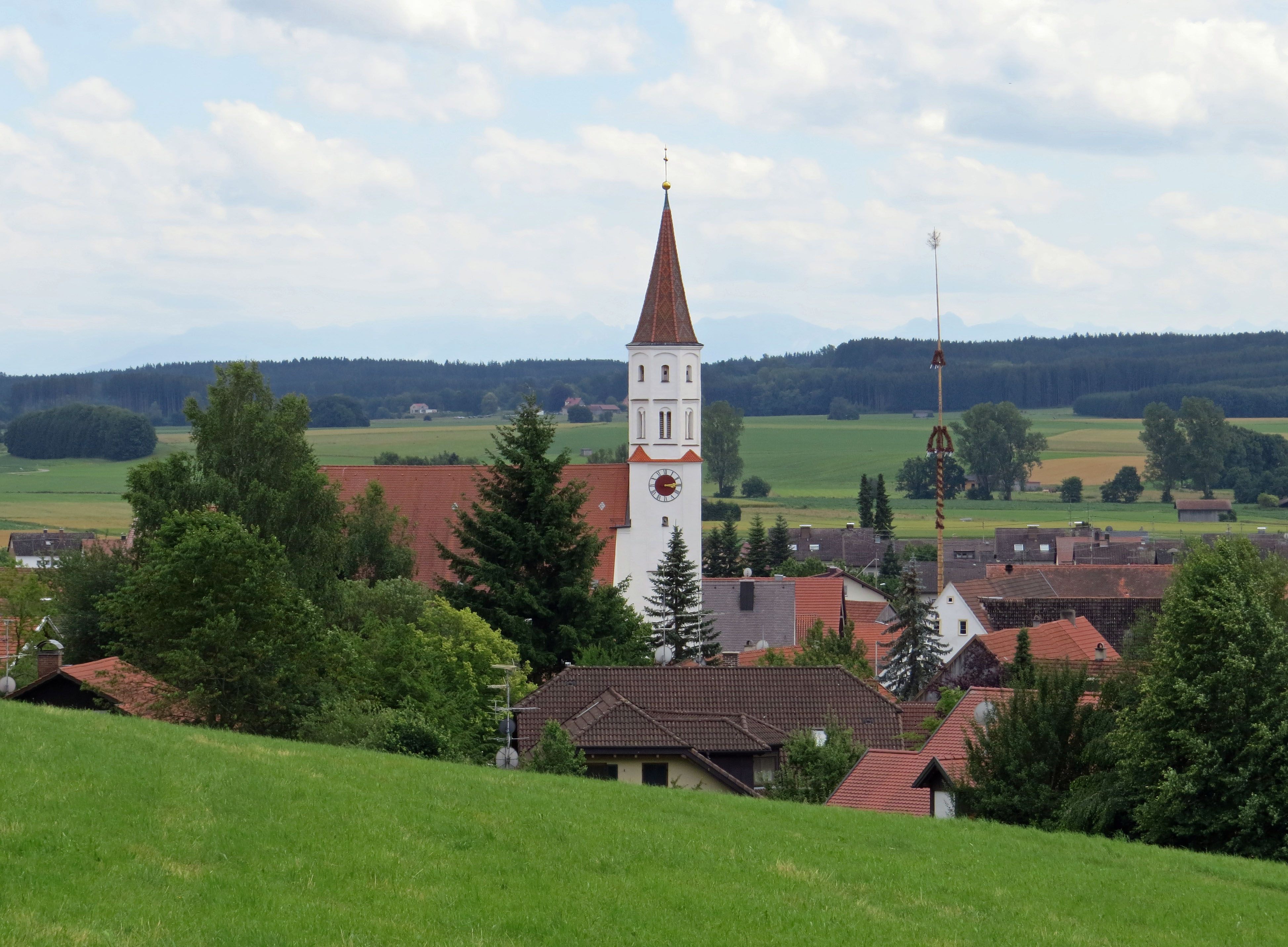
Tussenhausen von Norden
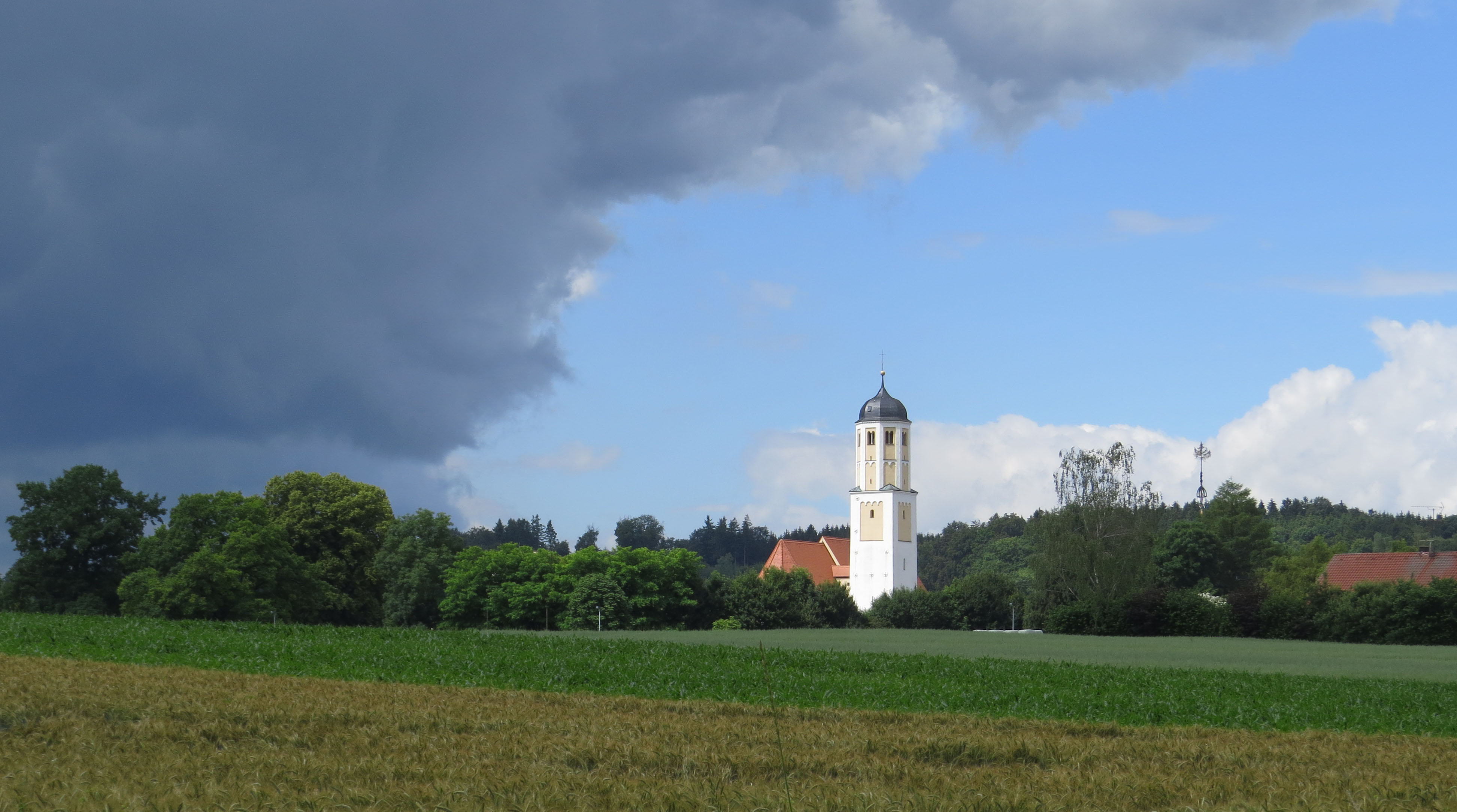
Mattsies
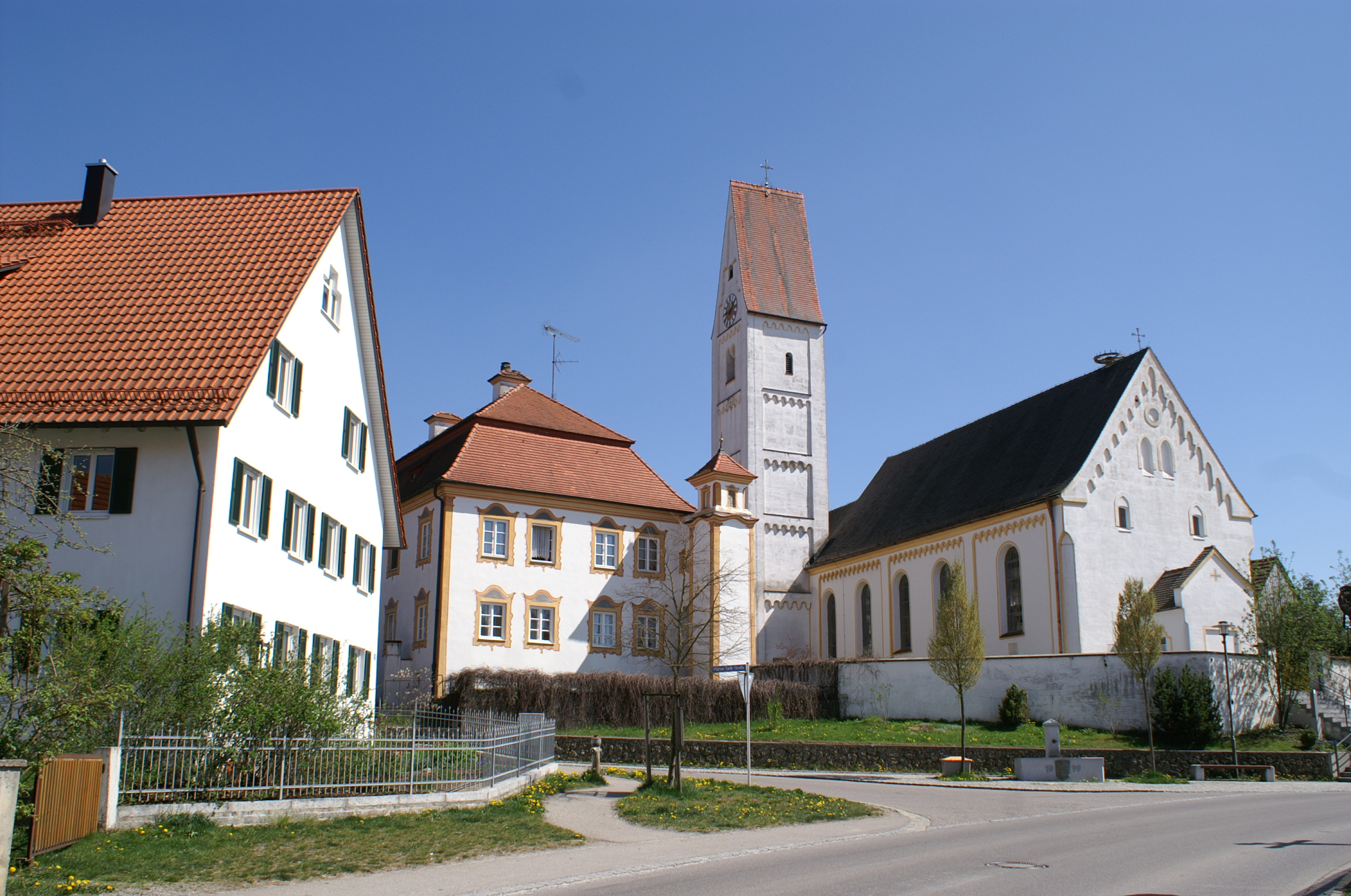
Pfarrhof und Kirche in Zaisertshofen

## Persönlichkeiten
- Johann Peter Guzinger (1683–1773), Komponist, Kammermusiker, Bratschist
- Konrad Hacker (1578–1635), wackerer Bäckermeister in Augsburg im Dreißigjährigen Krieg, dem in Augsburg ein Denkmal gesetzt wurde (dr Schtoinerne Ma), weil er im Dreißigjährigen Krieg durch eine List die schwedischen Belagerer vertrieben hat. Der Tussenhauser Pfarrer hat ihm eine Seite im Tussenhauser Taufbuch gewidmet, als gebürtigem Angelberger.